# Michaela Roessner
Œuvres principales
- Série The Stars Dispose

Michaela-Marie Roessner-Hermann, publiant sous le nom de Michaela Roessner, née le 27 janvier 1950 à San Francisco en Californie, est une romancière américaine, auteur d’œuvres de science-fiction. Elle a enseigné au Clarion Workshop de l'université d'État du Michigan ainsi qu'au Gotham Writers' Workshop.

## Biographie
Née à San Francisco, elle grandit en Californie, à New York, en Pennsylvanie, en Thaïlande et en Oregon. Formée en arts visuels, elle détient un BFA du California College of Arts and Crafts et un MFA du Lone Mountain College, exposant sous le nom de M. M. Roessner-Herman. En 1989, elle remporte le prix Astounding du meilleur nouvel écrivain.
Son premier roman, Walkabout Woman, est finaliste pour le prix Mythopoeic en 1989 et remporte le Crawford Award (en). Elle a également écrit le roman de science-fiction Vanishing Point ainsi que plusieurs textes publiés dans des magazines tels l'Asimov's Science Fiction, SciFiction (en), Omni Online, Strange Plasma, Fantasy & Science Fiction.
Elle habite en Californie du Sud.

## Œuvres

### SérieThe Stars Dispose
1. (en) The Stars Dispose, 1997
2. (en) The Stars Compel, 1999

### Romans indépendants
- (en) Walkabout Woman, 1988
- (en) Vanishing Point, 1993